# BSV Berne
 (janvier 2025).
Si vous disposez d'ouvrages ou d'articles de référence ou si vous connaissez des sites web de qualité traitant du thème abordé ici, merci de compléter l'article en donnant les références utiles à sa vérifiabilité et en les liant à la section « Notes et références ».
Maillots
Dernière mise à jour : 23 janvier 2025.
Le BSV Berne (Ballspielverein Bern) est un club de handball, situé à Muri bei Bern, près de Berne, en Suisse. 
Il remporte le championnat de Suisse en 1961, 1980 et 1985.

## Historique
Le club se nomme TV Oberseminar jusqu'en novembre 1959, date à laquelle il prend le nom de Ballspielverein (BSV) Bern.

## Palmarès
Compétitions nationales
- Championnat de Suisse
  - Vainqueur (3) : 1961 (de), 1980 (de), 1985 (de)
  - Deuxième (10) : 1965, 1966, 1969, 1973, 1975, 1979, 1981, 1982, 1987, 1990
- Coupe de Suisse
  - Finaliste (5) : 2004, 2009, 2011, 2015, 2018
- Championnat de Suisse de D2 (de)
  - Vainqueur (1) : 1960
  - Finaliste (2) : 2002, 2003

Meilleurs buteurs du Championnat de Suisse (de)
- Willy Glaus (2) : 1969 et 1970
- Martin Rubin (1) : 1989
- Marc Baumgartner (2) : 1992 et 1994

## Effectif

### Effectif de saisons marquantes
- 1979-1980 :
  - Équipe : Reto Adamina, Konrad Affolter, Adrian Bhend, Daniel Buser, Daniel Eckmann, Jürg Moser, Markus Mosimann, Rolf Mühlethaler, Ueli Nacht, Renato Ravasio, Beat Schiesser, Gerhard Staudemann, Daniel Weber, Ruedi Weber[6]
  - Entraîneur : Urs Mühlethaler[6]

## Personnalités liées au club
- Marc Baumgartner, joueur de 1987 à 1994 et de 2005 à 2006, co-meilleur buteur et meilleur arrière gauche du Championnat du monde 1993, meilleur buteur du Championnat de Suisse en 1992 et 1994.
- Nikola Portner, de 2009 à 2014
- Zlatko Portner, de 1994 à 1997 et de 1999 à 2002
- Martin Rubin, joueur de 1983 à 1990 et entraîneur de 2003 à 2007 et de 2021 à 2024

## Identité visuelle

Actuellement